# Oncidium amictum
Espèce
 Oncidium amictum  est une espèce de plantes à fleurs de la famille des Orchidaceae. C'est une orchidée épiphytes du Sud-Est du Brésil.